# Pascale Lévesque
Pascale Lévesque est une journaliste et une critique québécoise spécialisée dans les arts et spectacles.

## Biographie
Pascale Lévesque, née à Québec le 12 août 1979, est une journaliste diplômée d'un baccalauréat en communication en 2001 et d'un certificat en journalisme en 2003, tous deux de l'Université Laval. Elle signe d'abord des textes dans le magazine TennisMag de Tennis Québec en 2001 et en 2002. C'est en 2003 qu'elle fait son entrée comme journaliste au Journal de Montréal. Elle travaille un peu à toutes les sections, mais c'est principalement dans le secteur des arts et spectacles qu'elle fera sa marque. Notamment dans le créneau de la télévision et de l'humour, ses deux champs de spécialité. Entre-temps, elle participe à deux saisons de l'émission En route vers mon premier gala au Canal VOX. Elle est membre du jury aux côtés de Jacques Chevalier et Bruno Landry. 
Le 24 janvier 2009, lors du lock-out de 253 employés syndiqués par Le Journal de Montréal, Pascale Lévesque participe à la création de Rue Frontenac avec ses collègues, soit un journal alternatif créé, administré, édité et fourni en contenu par les lockoutés, mais surtout publié entièrement sur le web,. En parallèle, elle participe en 2010 à l'émission de téléréalité Big Brother à V à titre d'analyste lors des grands plateaux du dimanche soir animés par Chéli Sauvé-Castonguay.
Le conflit de travail terminé, à l'été 2011, elle décroche le poste de chroniqueuse culturelle à l'émission matinale Puisqu'il faut se lever au 98,5 FM animée par Paul Arcand à Montréal. À l'automne 2012, elle fait le saut en télévision: elle collabore à StarMag à MusiMax,, Débat Critique à Musique Plus et Pour le plaisir à Radio-Canada. À l'automne 2013, elle collabore de façon quotidienne à l'émission Entrée principale de Radio-Canada, aux côtés d'André Robitaille à l'animation, Louis T., Isabelle Lacasse, Isabelle Ménard et Vincent Bolduc,.

## Vie professionnelle

### Presse écrite
- 2003-2009 : Le Journal de Montréal : Critique et chroniqueuse pour les arts et spectacles
- 2009-2011 : Rue Frontenac (à la suite du lock-out du Journal de Montréal de 2009) : Critique et chroniqueuse pour les arts et spectacles

### Télévision
- 2008-2009 : En route vers mon premier gala : Membre du jury avec Jacques Chevalier et Bruno Landry[12], puis Jacques Chevalier et Joseph Saint-Gelais
- 2010 : Big Brother, V: analyste.
- 2012-2013 : StarMag à MusiMax: chroniqueuse culturelle et reporter
- 2012-2013 : Débatteuse à Débat Critique, MusiquePlus
- 2012-2013: Chroniqueuse web, Émission Pour le plaisir, Radio-Canada
- 2013- : Collaboratrice quotidienne, Émission Entrée Principale, Radio-Canada

### Radio
- 2011-2012 : Critique et chroniqueuse culturelle pour Puisqu'il faut se lever animée par Paul Arcand au 98.5 FM.
- 2013- : Agenda du lundi et tablée culturelle du vendredi à l'émission Medium Large animée par Catherine Perrin à ICI Première Radio-Canada.